# Öland-Museum Himmelsberga für Kunst und Kulturgeschichte

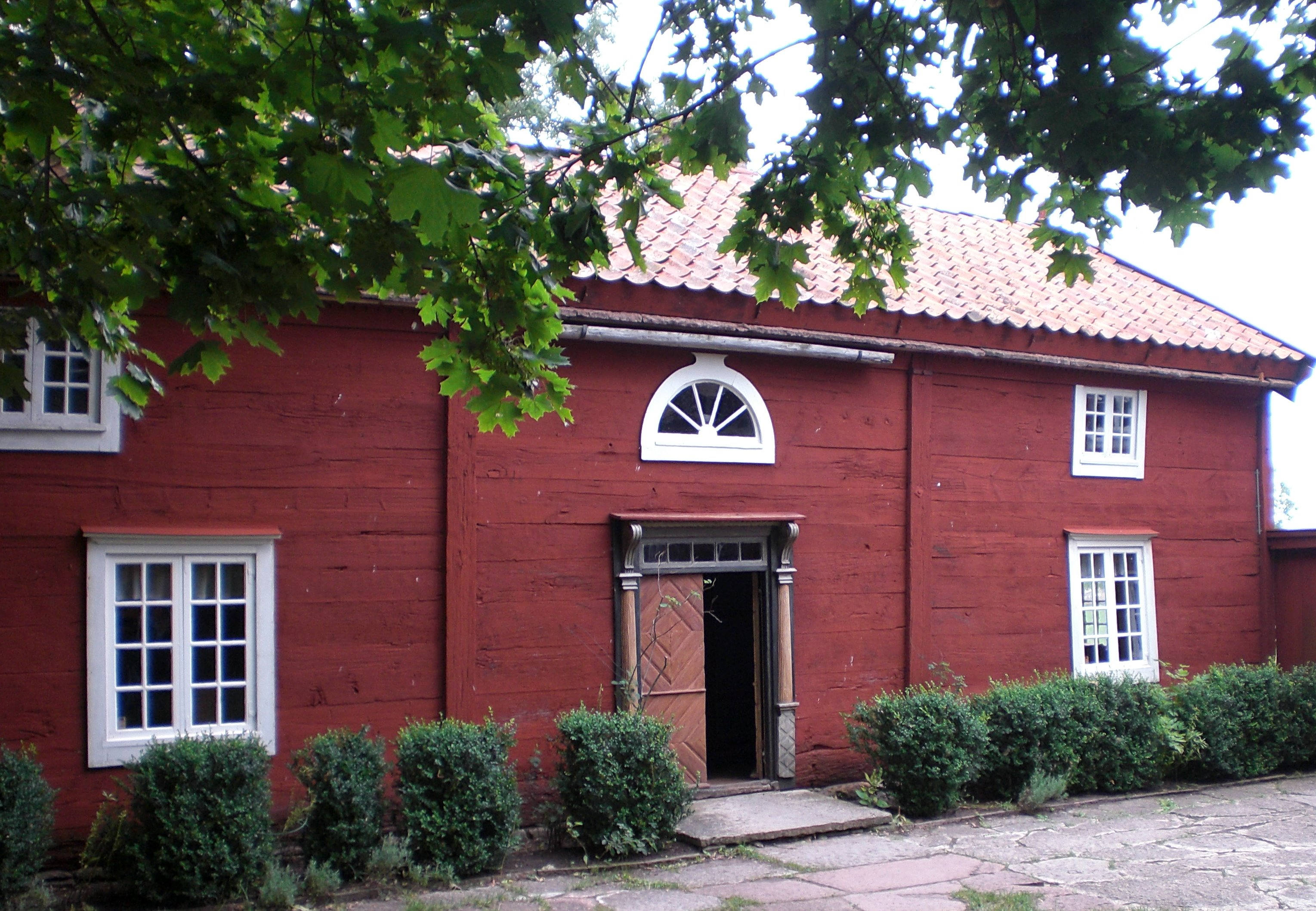
Karl Olsgårdens Wohnhaus

 Das Öland-Museum Himmelsberga für Kunst und Kulturgeschichte ist ein Museum im Ort Himmelsberga auf der schwedischen Ostseeinsel Öland.

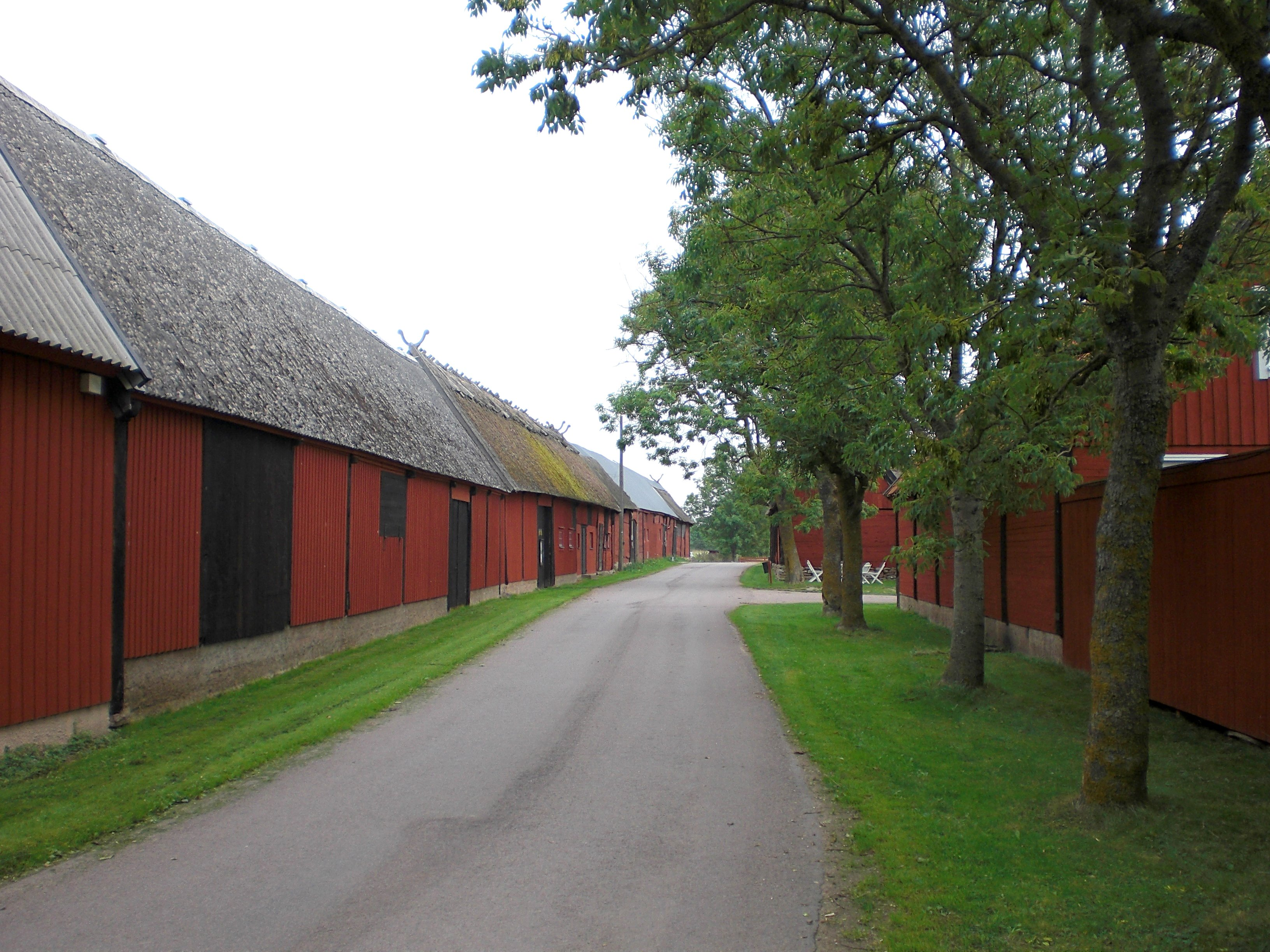
Straße durch Himmelsberga

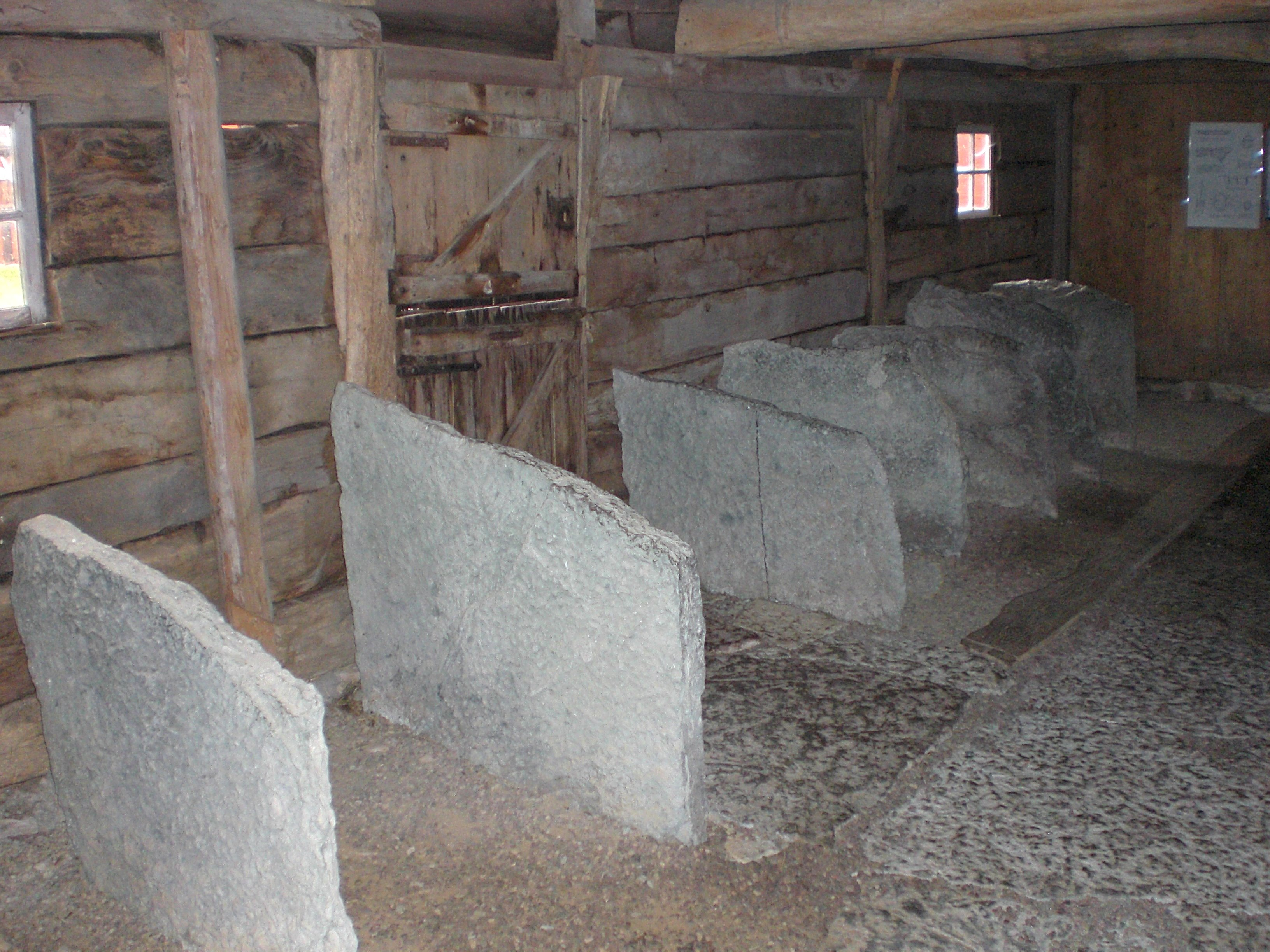
Nördlicher Stall mit Kalksteinplatten als Abgrenzung der Boxen

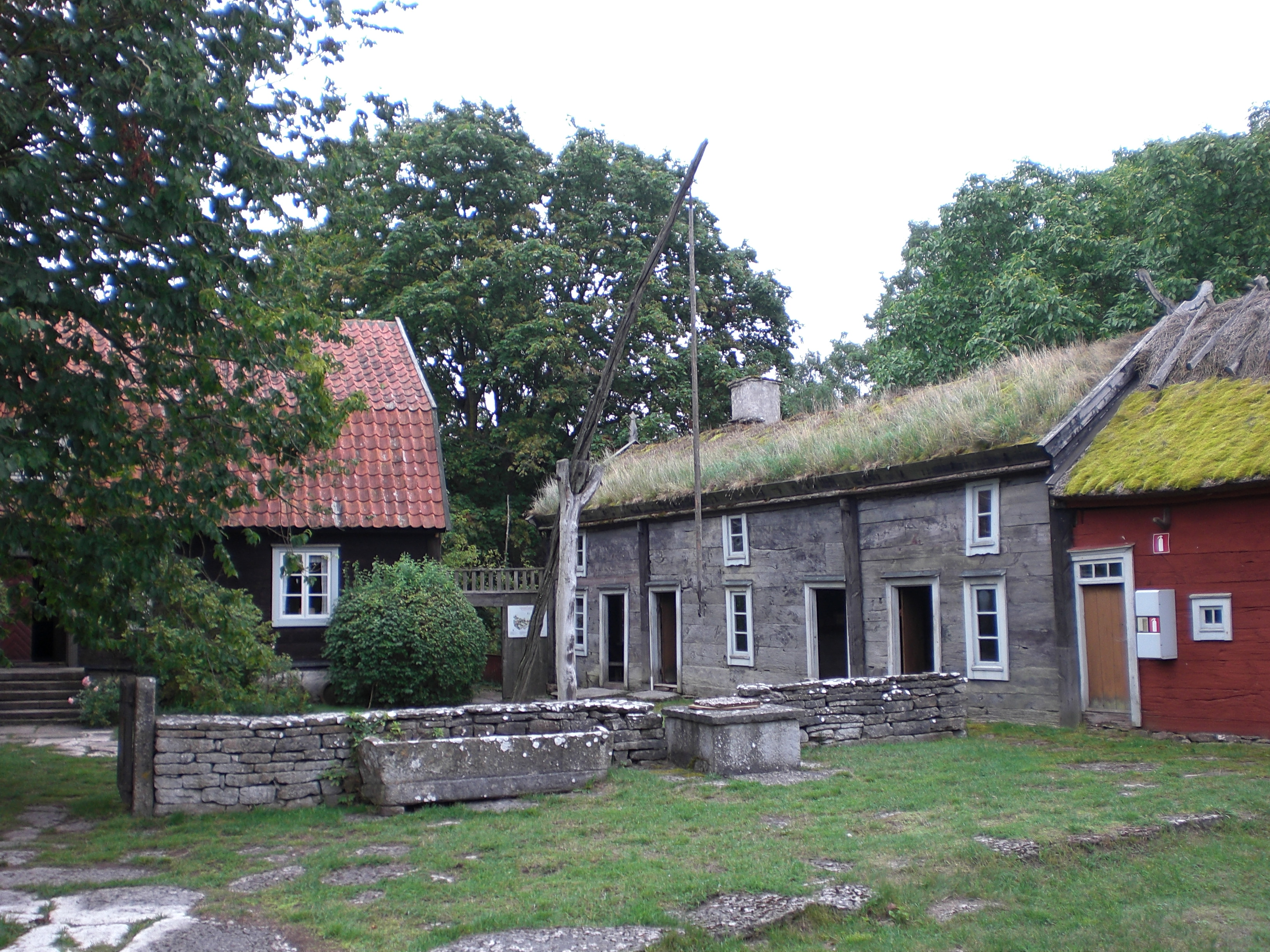
Norrgården – Wohnhaus und Schuppen

Im von Mitte Mai bis Ende August geöffnetem Freilichtmuseum wird das am besten erhaltene zweizeilige Straßendorf Ölands für Besucher zugänglich gemacht. Das Museum umfasst mehrere am originalen Standort befindliche Vierseitenhöfe, die im 18. oder 19. Jahrhundert gebaut worden. In den Gebäuden wird die typische Ausstattung der Häuser aus dieser Zeit gezeigt. Es finden sich sowohl eingerichtete Wohnhäuser, eine Windmühle als auch landwirtschaftliche Gebäude und Gerätschaften. Einige Tiere werden gehalten.
In einer zum Museum gehörenden Kunsthalle werden aktuelle Werke öländischer Künstler ausgestellt. Im Museum befindet sich auch ein Restaurant und ein Museumsladen.

## Besondere Bauwerke
Hervorzuheben sind folgende Gebäude:

### Norrgårdens nördliche Ställe
An der Nordseite des Museums, nahe dem Eingang, befinden sich Stallanlagen die noch bis in die 1950er Jahre als Stall für Ochsen in Benutzung waren. Ochsen wurden als Zugtiere eingesetzt. Die einzelnen Boxen der Tiere sind durch Platten aus Kalkstein voneinander getrennt. Das Gebäude selbst besteht aus Kalkstein und Holz. Beide Baumaterialien waren in der Umgebung Himmelsbergas vorhanden. Weiter im Süden Ölands bestehen Wirtschaftsgebäude, wegen der dort bestehenden Holzknappheit, aus Stein. Öländische Wohnhäuser wurden überwiegend aus Holz errichtet.

### Norrgårdens südliche Ställe
Norrgårdens südliche Ställe ziehen sich auf der Südseite des nördlichsten Hofes entlang. Ihre Entstehungszeit wird im 18. Jahrhundert vermutet. In den Gebäuden ist der Wagenschuppen, die Scheune, Stall, Mangelraum, Schweinestall und Toilette untergebracht.
Bemerkenswert am Pferdestall sind die vier sehr kleinen Verschläge. Sie sind in ihrer Größe an die ungewöhnlich kleinen, heute ausgestorbenen Ölandpferde angepasst.

### Norrgårdens Schuppen
Der Schuppen wurde Ende des 18. Jahrhunderts errichtet. Er verfügt über ein Torfdach aus welchem Kalksteinsplitter als Tropfensplitter herausragen. Die Splitter dienen dazu das Regenwasser so abzuleiten, dass es nicht an die Gebäudewand tropft.
Im Schuppen befindet sich neben Vorratskammer, Milchstube, Getreidespeicher und Schreinerwerkstatt die Sommerküche mit einem offenen Kamin und Backofen im Steingewölbe. Diese Küche wurde tatsächlich nur im Sommer genutzt. Der regelmäßige Umzug von der Sommerküche in die Winterküche war auf Öland noch bis in die 1950er Jahre gebräuchlich.

### Norrgårdens Wohnhaus
Das Wohngebäude des Hofs entstand 1842 auf einem Sockel als Saalgebäude. Das Gebäude ist doppelt so lang wie breit. Es bestehen sechs Zimmer. Während sich Flur und Saal in der Mitte befinden, liegen das Wohnzimmer und die Küche auf einer Giebelseite. In der anderen Giebelseite befinden sich zwei weitere Kammern. Der nicht beheizbare Saal diente repräsentativen Zwecken und zur Durchführung von festen. Diese Bauform fand sich bei den wohlhabenderen Bauernhöfen auf Öland verstärkt zur Mitte des 19. Jahrhunderts. Zwischen 1830 und 1870 war das Mansarddach gebräuchlich, danach ging man auf Öland zum Satteldach über. Bewohnt war das Gebäude bis in das Jahr 1950. Der Bauer schlief im Wohnzimmer, die Magd auf der Küchenbank. Der Knecht hatte eine nicht beheizbare Kammer auf dem Dachboden des Hauses.

### Karl Olsgårdens Hauptgebäude
Das anderthalbstöckige Wohnhaus stammt ebenfalls vom Ende des 18. Jahrhunderts und ist in der Form eines Paarhauses errichtet, dem bis zur Mitte des 19. Jahrhunderts häufigsten Wohnhaustypes auf Öland.
Nachdem Betreten des Gebäudes befindet man sich zunächst im Flur. Gegenüber befindet sich die Kammer. Auf der linken Seite die mit Wandmalereien verzierte Gute Stube, auf der rechten Seite das Wohnzimmer. Das Wohnzimmer erstreckte sich ursprünglich, wie heute noch die gute Stube, über die gesamte Breite des Hauses. Anfang des 19. Jahrhunderts wurde eine Küche abgetrennt, ein auf Öland zum damaligen Zeitpunkt gehäuft auftretender Umbau.
Bemerkenswert ist der auf dem Bett befindlich öländische Noppenteppich.

### Karl Olsgårdens Alterswohnung
Das einfache Altenteil besteht aus Flur, Küche und Kammer. Bei der Übernahme des Gehöfts durch die Kinder, wurde üblicherweise ein Altersvertrag geschlossen, in dem die Rechte und Pflichten der Generationen geregelt wurden. Die Eltern zogen in dieses kleine Haus. Die Kinder sicherten bestimmte Mengen an Lebensmitteln, Holz, Stallplatz für die Tiere, aber auch Fahrdienste im Falle von Gebrechlichkeit zu.